# Gastón Gaudio
Gastón Gaudio (Buenos Aires, 9 december 1978) is een Argentijnse voormalige tennisser.

## Feiten uit zijn carrière
- Gaudio won in zijn carrière acht titels in het enkelspel waaronder één grandslamtitel: Roland Garros in 2004. In de finale versloeg hij landgenoot en gravelspecialist Guillermo Coria met 0:6 3:6 6:4 6:1 8:6 als einduitslag. Zijn titels zijn: Barcelona (02, 04), Mallorca (02), Buenos Aires (04), Estoril (04), Gstaad (04), Kitzbühel (04), Viña del Mar (04).
- Hij kan vooral goed uit de voeten op gravel.
- Hij speelde negen keer voor Argentinië in de Davis Cup met het volgende record: 13-3.

## Palmares
| Legenda                       | Legenda               |
| ----------------------------- | --------------------- |
| Grand Slam                    |                       |
| Olympische Spelen             |                       |
| tot 2009                      | vanaf 2009            |
| Tennis Masters Cup            | ATP Finals            |
| ATP Masters Series            | ATP Tour Masters 1000 |
| ATP International Series Gold | ATP Tour 500          |
| ATP International Series      | ATP Tour 250          |

### Enkelspel
| Nr.                          | Datum             | Toernooi            | Ondergrond | Tegenstander in finale   | Score                   | Details |
| ---------------------------- | ----------------- | ------------------- | ---------- | ------------------------ | ----------------------- | ------- |
| Gewonnen finales             |                   |                     |            |                          |                         |         |
| 1.                           | 28 april 2002     | ATP Barcelona       | Gravel     | Albert Costa             | 6-4, 6-0, 6-2           | Details |
| 2.                           | 5 mei 2002        | ATP Mallorca        | Gravel     | Jarkko Nieminen          | 6-2, 6-3                | Details |
| 3.                           | 9 juni 2004       | Roland Garros       | Gravel     | Guillermo Coria          | 0-6, 3-6, 6-4, 6-1, 8-6 | Details |
| 4.                           | 6 februari 2005   | ATP Viña del Mar    | Gravel     | Fernando González        | 6-3, 6-4                | Details |
| 5.                           | 13 februari 2005  | ATP Buenos Aires    | Gravel     | Mariano Puerta           | 6-4, 6-4                | Details |
| 6.                           | 1 mei 2005        | ATP Estoril         | Gravel     | Tommy Robredo            | 6-1, 2-6, 6-1           | Details |
| 7.                           | 10 juli 2005      | ATP Gstaad          | Gravel     | Stanislas Wawrinka       | 6-4, 6-4                | Details |
| 8.                           | 31 juli 2005      | ATP Kitzbühel       | Gravel     | Fernando Verdasco        | 2-6, 6-2, 6-4, 6-4      | Details |
| Verloren finales             |                   |                     |            |                          |                         |         |
| 1.                           | 23 juli 2000      | ATP Stuttgart-1 (1) | Gravel     | Franco Squillari         | 2-6, 6-3, 6-4, 4-6, 2-6 | Details |
| 2.                           | 18 februari 2001  | ATP Viña del Mar    | Gravel     | Guillermo Coria          | 6-4, 2-6, 5-7           | Details |
| 3.                           | 14 juli 2002      | ATP Gstaad          | Gravel     | Àlex Corretja            | 3-6, 6-7(3), 6-7(3)     | Details |
| 4.                           | 2 mei 2004        | ATP Barcelona       | Gravel     | Tommy Robredo            | 3-6, 6-4, 2-6, 6-3, 3-6 | Details |
| 5.                           | 11 juli 2004      | ATP Båstad          | Gravel     | Mariano Zabaleta         | 1-6, 6-4, 6-7(4)        | Details |
| 6.                           | 18 juli 2004      | ATP Stuttgart (2)   | Gravel     | Guillermo Cañas          | 7-5, 2-6, 0-6, 6-1, 3-6 | Details |
| 7.                           | 25 juli 2004      | ATP Kitzbühel       | Gravel     | Nicolás Massú            | 6-7(3), 4-6             | Details |
| 8.                           | 24 juli 2005      | ATP Stuttgart (3)   | Gravel     | Rafael Nadal             | 3-6, 3-6, 4-6           | Details |
| Gewonnen finales challengers |                   |                     |            |                          |                         |         |
| 1.                           | 13 september 1998 | Santa Cruz          | Gravel     | Luis Adrian Morejon      | 6-2, 6-3                |         |
| 2.                           | 13 december 1998  | Santiago            | Gravel     | Karim Alami              | 6-2, 3-6, 6-4           |         |
| 3.                           | 18 april 1999     | Nice                | Gravel     | Jacobo Díaz              | 6-2, 6-3                |         |
| 4.                           | 2 mei 1999        | Espinho             | Gravel     | Markus Hipfl             | 6-4, 6-1                |         |
| 5.                           | 25 juni 2000      | Braunschweig        | Gravel     | Franco Squillari         | 6-4, 6-7(2), 6-4        |         |
| 6.                           | 3 mei 2009        | Tunis               | Gravel     | Frederico Gil            | 6-2, 1-6, 6-3           |         |
| 7.                           | 9 mei 2010        | San Remo            | Gravel     | Martín Vassallo Argüello | 7-5, 6-0                |         |

| Nr.                           | Datum            | Toernooi         | Ondergrond | Partner            | Tegenstanders in finale           | Score              | Details |
| ----------------------------- | ---------------- | ---------------- | ---------- | ------------------ | --------------------------------- | ------------------ | ------- |
| Gewonnen finales heren dubbel |                  |                  |            |                    |                                   |                    |         |
| 1.                            | 15 februari 2004 | ATP Viña del Mar | Gravel     | Juan Ignacio Chela | Nicolás Lapentti Martín Rodríguez | 7-6(2), 7-6(3)     | Details |
| 2.                            | 18 april 2004    | ATP Estoril      | Gravel     | Juan Ignacio Chela | František Čermák Leoš Friedl      | 6-2, 6-1           | Details |
| 3.                            | 23 juli 2006     | ATP Stuttgart    | Gravel     | Maks Mirni         | Yves Allegro Robert Lindstedt     | 7-5, 6-7(4), 12-10 | Details |

## Prestatietabel
| Legenda | Legenda                          |
| ------- | -------------------------------- |
| g.t.    | geen toernooi gehouden           |
| l.c.    | lagere categorie                 |
| –       | niet deelgenomen                 |
| G       | uitgeschakeld in de groepsfase   |
| 1R      | uitgeschakeld in de eerste ronde |
| 2R      | uitgeschakeld in de tweede ronde |
| 3R      | uitgeschakeld in de derde ronde  |
| 4R      | uitgeschakeld in de vierde ronde |
| KF      | uitgeschakeld in de kwartfinale  |
| HF      | uitgeschakeld in de halve finale |
| F       | de finale verloren               |
| W       | het toernooi gewonnen            |
| w-v     | winst/verlies-balans             |

### Prestatietabel grand slam, enkelspel
| Toernooi              | 1999   | 2000  | 2001   | 2002   | 2003   | 2004  | 2005   | 2006   | 2007   | 2009   | Carrière winst-verlies |
| --------------------- | ------ | ----- | ------ | ------ | ------ | ----- | ------ | ------ | ------ | ------ | ---------------------- |
| Grandslamtoernooien   |        |       |        |        |        |       |        |        |        |        |                        |
| Australian Open       | –      | 1R    | 1R     | 3R     | 2R     | 2R    | 3R     | 3R     | 1R     | –      | 8-8                    |
| Roland Garros         | 3R     | 2R    | 1R     | 4R     | 3R     | W     | 4R     | 4R     | 2R     | 1R     | 22-9                   |
| Wimbledon             | 1R     | 1R    | 1R     | 2R     | 1R     | –     | –      | 2R     | –      | –      | 2-6                    |
| US Open               | 1R     | 1R    | 1R     | 3R     | 1R     | 2R    | 1R     | 3R     | –      | –      | 5-8                    |
| Winst-verlies         | 2-3    | 1-4   | 0-4    | 8-4    | 3-4    | 9-2   | 5-3    | 8-4    | 1-2    | 0-1    | 37-31                  |
| Tennis Masters Cup    |        |       |        |        |        |       |        |        |        |        |                        |
| ATP World Tour Finals | –      | –     | –      | –      | –      | G     | HF     | –      | –      | –      | 2-5                    |
| ATP Masters 1000      |        |       |        |        |        |       |        |        |        |        |                        |
| Indian Wells          | –      | –     | 1R     | KF     | 1R     | 3R    | 3R     | 3R     | –      | –      | 6-6                    |
| Miami                 | –      | 2R    | KF     | 4R     | 2R     | 2R    | 4R     | 2R     | 2R     | –      | 10-8                   |
| Monte Carlo           | –      | HF    | 2R     | –      | 3R     | 2R    | KF     | HF     | 2R     | –      | 16-7                   |
| Rome                  | 2R     | 2R    | 1R     | 1R     | 3R     | 1R    | 3R     | 1R     | 2R     | –      | 7-9                    |
| Hamburg               | –      | 1R    | 3R     | –      | HF     | 1R    | 3R     | 2R     | 1R     | GT     | 9-7                    |
| Montréal/Toronto      | –      | 2R    | 2R     | 1R     | 1R     | 1R    | KF     | 1R     | –      | –      | 5-7                    |
| Cincinnati            | –      | 1R    | 2R     | 1R     | 3R     | 2R    | 1R     | –      | –      | –      | 4-6                    |
| Stuttgart/Madrid      | –      | –     | –      | 1R     | 2R     | –     | 2R     | 1R     | –      | –      | 1-4                    |
| Parijs                | –      | 1R    | –      | 2R     | 2R     | 2R    | KF     | –      | –      | –      | 4-5                    |
| Olympische Spelen     |        |       |        |        |        |       |        |        |        |        |                        |
| Olympische Spelen     | n.v.t. | 1R    | n.v.t. | n.v.t. | n.v.t. | –     | n.v.t. | n.v.t. | n.v.t. | n.v.t. | 0-1                    |
| Statistieken          |        |       |        |        |        |       |        |        |        |        |                        |
| Totaal aantal titels  | 0      | 0     | 0      | 2      | 0      | 1     | 5      | 0      | 0      | 0      | 8                      |
| Totaal winst-verlies  | 8-15   | 27-25 | 27-23  | 43-18  | 40-26  | 37-24 | 55-21  | 26-22  | 6-15   | 1-5    | 270-196                |
| Eindejaarsranking     | 72     | 34    | 48     | 21     | 34     | 10    | 10     | 34     | 182    | 167    |                        |

### Prestatietabel grand slam, dubbelspel
| Toernooi        | 2003 | 2004 | 2005 | 2006 |
| --------------- | ---- | ---- | ---- | ---- |
| Australian Open | 1R   | 3R   | –    | 2R   |
| Roland Garros   | 1R   | 3R   | –    | 1R   |
| Wimbledon       | –    | –    | –    | –    |
| US Open         | 1R   | 1R   | –    | –    |